# Mark Helprin
Mark Helprin (* 28. Juni 1947 in New York) ist ein amerikanischer Schriftsteller.
Er studierte an der Harvard University. Sein erster Roman war 1977 Er wird sie läutern wie Gold. Helprin erhielt ein Guggenheim-Stipendium sowie das Rome Fellowship in Literature der American Academy of Arts and Letters. Er gewann den National Jewish Book Award und den Helmerich Award. 2007 plädierte er in einem Artikel in der New York Times für ein unbefristetes Urheberrecht, was im Internet zu scharfer Kritik führte. 1997 wurde A City In Winter mit dem World Fantasy Award als bester Kurzroman ausgezeichnet.

## Werke
| - 1975: A Dove of the East and Other Stories - 1977: Refiner's Fire: the Life and Adventures of Marshall Pearl - 1981: Ellis Island and Other Stories - 1983: Winter's Tale (Wintermärchen), dt. von Hartmut Zahn, Bastei Lübbe, 1984. - 1989: Swan Lake, erster Teil der Swan Lake Trilogie - 1991: A Soldier of the Great War (Ein Soldat aus dem Großen Krieg), dt. von Peter Torberg, S. Fischer, 1991. - 1995: Memoir from Antproof Case | - 1996: A City In Winter, zweiter Teil der Swan Lake Trilogie - 1997: The Veil of Snows, dritter Teil der Swan Lake Trilogie - 2004: The Pacific and Other Stories - 2005: Freddy and Fredericka - 2009: Digital Barbarism: A Writer's Manifesto - 2010: Kingdom Far and Clear, Gesamtausgabe der Swan Lake Trilogie - 2012: In Sunlight and in Shadow |